# Temporada 2013 del Campeonato de Europa de Rally
La temporada 2013 fue la edición 61º del Campeonato de Europa de Rally, que comenzó el 5 de enero en el Internationale Jänner Rallye y finalizó el 9 de noviembre en el Rally de Valais. El calendario se formó a partir de la fusión con el Intercontinental Rally Challenge, que en 2012 vivió su última temporada. El promotor del campeonato de Europa fue la empresa Eurosport Events, la misma que llevaba a cabo el IRC.
Entre las novedades destacó el qualifying stage (tramo de clasificación), que al igual que en el Campeonato del Mundo, permite decidir el orden de salida en cada tramo. Solo se permitió en los rallyes de tierra y nieve.
El ganador del certamen fue Jan Kopecký que sumó seis victorias y se proclamó campeón en Croacia, a falta de dos citas por disputarse.

## Calendario
El calendario estaba compuesto de doce pruebas. El Rally Islas Canarias sustituyó al Circuito de Irlanda y el Rally Liepaja entra como novedad en el certamen. Se celebró además un campeonato de dos ruedas motrices y otro de producción. En el mes de febrero se modificaron varias fechas, el Rally de Croacia pasó de junio a finales de septiembre provocando el cambio de fecha del Rally de Polonia que pasó al 13 y 15 de septiembre y posteriormente en el mes de mayo el Rally de San Marino se cayó del calendario.
| N.º | Fecha                     | Rally                                | Superficie     | Resultados |
| --- | ------------------------- | ------------------------------------ | -------------- | ---------- |
| 1   | 3—5 de enero              | Internationale Jänner Rallye         | Asfalto, nieve | Resultados |
| 2   | 1—3 de febrero            | Rally Liepāja Ventspils              | Tierra, nieve  | Resultados |
| 3   | 21—23 de marzo            | Rally Islas Canarias-El Corte Inglés | Asfalto        | Resultados |
| 4   | 25—27 de abril            | SATA Rallye Açores                   | Tierra         | Resultados |
| 5   | 16—18 de mayo             | Tour de Corse                        | Asfalto        | Resultados |
| 6   | 27—29 de junio            | GEKO Ypres Rally                     | Asfalto        | Resultados |
| -   | -                         | Rally San Marino                     | Cancelado      | Cancelado  |
| 7   | 25—27 de julio            | Sibiu Rally Romania                  | Tierra         | Resultados |
| 8   | 30 de agosto—1 septiembre | Barum Czech Rally Zlín               | Asfalto        | Resultados |
| 9   | 13—15 septiembre          | Rally Poland                         | Tierra         | Resultados |
| 10  | 26—28 septiembre          | Croatia Rally                        | Asfalto        | Resultados |
| 11  | 10—12 de octubre          | Rallye Sanremo                       | Asfalto        | Resultados |
| 12  | 7—9 de noviembre          | International Rallye du Valais       | Asfalto        | Resultados |

## Equipos
| Equipo                          | Constructor | Automóvil                         | Piloto                | Copiloto               | Rallyes |
| ------------------------------- | ----------- | --------------------------------- | --------------------- | ---------------------- | ------- |
| Škoda Motorsport                | Škoda       | Škoda Fabia S2000                 | Jan Kopecky           | Pavel Dresler          | 1, 3-5  |
| Škoda Motorsport                | Škoda       | Škoda Fabia S2000                 | Ricardo Moura         | Sancho Eiró            | 4       |
| BRR Team                        | Škoda       | Škoda Fabia S2000                 | Raimund Baumschlager  | Klaus Wicha            | 1       |
| GPD Mit Metal Racing Team       | Škoda       | Škoda Fabia S2000                 | Antonin Tlustak       | Jan Skaloud            | 1       |
| GPD Mit Metal Racing Team       | Škoda       | Škoda Fabia S2000                 | Antonin Tlustak       | Lukáš Vyoral           | 2–3, 5  |
| Czech National Team             | Škoda       | Škoda Fabia S2000                 | Jan Černý             | Pavel Kohout           | 1–2, 4  |
| Eurosol Racing Team Hungary     | Škoda       | Škoda Fabia S2000                 | János Puskádi         | Barnabás Gódor         | 2-3     |
| Robert Kubica                   | Citroën     | Citroën DS3 RRC                   | Robert Kubica         | Maciej Baran           | 3-5     |
| Jari Ketomaa                    | Ford        | Ford Fiesta RRC                   | Jari Ketomaa          | Kaj Lindström          | 2       |
| Bernardo Sousa                  | Ford        | Ford Fiesta RRC                   | Bernardo Sousa        | Hugo Magalhães         | 4       |
| Ateneo                          | Peugeot     | Peugeot 207 S2000                 | Bryan Bouffier        | Olivier Fournier       | 1,4     |
| Ateneo                          | Peugeot     | Peugeot 207 S2000                 | Bryan Bouffier        | Xavier Panseri         | 5       |
| Ateneo                          | Peugeot     | Peugeot 207 S2000                 | Bryan Bouffier        | Lara Vanneste          | 6       |
| Kronos Racing                   | Peugeot     | Peugeot 207 S2000                 | Francois Delecour     | Dominique Savignoni    | 1-2, 5  |
| Delimax Team                    | Peugeot     | Peugeot 207 S2000                 | Pavel Valousek        | Lukas Kostka           | 1       |
| Synthos Cersanit Rally Team     | Peugeot     | Peugeot 207 S2000                 | Michal Solowow        | Maciek Baran           | 1       |
| Sainteloc Peugeot Rally Academy | Peugeot     | Peugeot 207 S2000                 | Craig Breen           | David Moynihan         | 2       |
| Sainteloc Peugeot Rally Academy | Peugeot     | Peugeot 207 S2000                 | Craig Breen           | Paul Nagle             | 3-5     |
| Sainteloc Peugeot Rally Academy | Peugeot     | Peugeot 207 S2000                 | Jérémi Ancian         | Gilles De Turckheim    | 3-5     |
| Saintéloc Racing                | Peugeot     | Peugeot 207 S2000                 | Jean-Matthieu Leandri | Renaud Jamoul          | 3, 5    |
| Delta Rally                     | Peugeot     | Peugeot 207 S2000                 | Jean-Marc Manzagol    | Etienne Patrone        | 5       |
| DiTech Racing Team              | Mitsubishi  | Mitsubishi Lancer Evolution IX R4 | Beppo Harrach         | Leopold Welsersheimb   | 1       |
| Sports Racing Technologies      | Mitsubishi  | Mitsubishi Lancer Evolution IX R4 | Vasiliy Gryazin       | Dmitriy Chumak         | 2       |
| Gasnner Motorsport              | Mitsubishi  | Mitsubishi Lancer Evolution IX    | Stig Blomqvist        | Robert Jakobsson       | 1       |
| GPD Mit Metal Racing Team       | Mitsubishi  | Mitsubishi Lancer Evolution IX    | Jaroslav Orsák        | David Šmeidler         | 2, 5    |
| Juta Racing                     | Mitsubishi  | Mitsubishi Lancer Evolution X     | Vytautas Švedas       | Žilvinas Sakalauskas   | 2       |
| R-evolution Racing Team         | Mitsubishi  | Mitsubishi Lancer Evolution X     | Aivis Egle            | Andis Dauga            | 2       |
| OT Racing                       | Mitsubishi  | Mitsubishi Lancer Evolution X     | Raul Jeets            | Andrus Toom            | 2       |
| Proracing                       | Mitsubishi  | Mitsubishi Lancer Evolution X R4  | Vitaliy Pushkar       | Ivan Mishkin           | 2       |
| Canarias Sport Club             | MINI        | Mini Cooper S2000 1.6T            | Luis Monzón           | José Carlos Déniz      | 3       |
| EuroOil Invelt Team             | MINI        | Mini Cooper S2000 1.6T            | Václav Pech           | Petr Uhel              | 1       |
| First Motorsport                | MINI        | Mini Cooper S2000 1.6T            | Stéphane Sarrazin     | Jacques-Julien Renucci | 5       |
| Renault Sport Technologies      | Renault     | Renault Mégane RS                 | Robert Consani        | Thibaut Gorczyca       | 3, 5    |
| Renault Sport Technologies      | Renault     | Renault Mégane RS                 | Germain Bonnefis      | Olivier Fournier       | 3       |
| Suzuki Motor Ibérica            | Suzuki      | Suzuki Swift S1600                | Gorka Antxustegui     | Alberto Iglesias       | 3       |
| Stohl Racing                    | Subaru      | Subaru Impreza R4                 | Andreas Aigner        | Jürgen Heigl           | 3, 5    |
| Napoca Rally Academy            | Subaru      | Subaru Impreza R4                 | Marco Tempestini      | Dorin Pulpea           | 2, 4-5  |

## Resultados

### Campeonato de pilotos
Para el cómputo general los equipos sumarán los ocho mejores resultados, los cuatro mejores de los siete primeros rallyes y los cuatro mejores de los seis últimos.
| Pos. | Piloto                | AUT | LIE  | CAN  | AZO  | COR  | YPR  | SRM  | BCZ | POL | CRO  | SAN  | VAL  | Puntos |
| ---- | --------------------- | --- | ---- | ---- | ---- | ---- | ---- | ---- | --- | --- | ---- | ---- | ---- | ------ |
| 1    | Jan Kopecký           | 113 |      | 113  | 114  | 213  |      | 114  | 113 | 310 | 114  |      |      | 287    |
| 2    | Bryan Bouffier        | 213 |      |      | DNS  | 113  | 212  | Ret  | DNS | 212 |      | 420  |      | 149    |
| 3    | Craig Breen           |     | 212  | 210  | 212  | 49   | 311  |      |     | 71  |      | Ret2 | 322  | 145    |
| 4    | François Delecour     | 73  | 38   |      |      | 56   | DNS  | 29   |     |     |      |      |      | 75     |
| 5    | Esapekka Lappi        |     |      |      |      |      |      |      | Ret |     |      | 226  | 138  | 64     |
| 6    | Andreas Aigner        |     |      | 46   |      | 71   | 113  |      |     |     | 211  | 11   | Ret6 | 57     |
| 7    | Kajetan Kajetanowicz  | 64  |      |      |      |      |      |      |     | 113 |      |      |      | 50     |
| 8    | Václav Pech           | 48  |      |      |      |      |      |      | 211 |     |      |      |      | 49     |
| 9    | Jari Ketomaa          |     | 114  |      |      |      |      |      |     |     |      |      |      | 39     |
| 10   | Giandomenico Basso    |     |      |      |      |      |      |      |     |     |      | 138  |      | 38     |
| 11   | Freddy Loix           |     |      |      |      |      | 112  |      |     |     |      |      |      | 37     |
| 12   | Jérémi Ancian         |     |      | Ret4 | 56   | Ret  |      |      |     | 22  |      | Ret  | 417  | 37     |
| 13   | Jaroslav Orsák        | 8   | 9    |      | Ret  | 12   | Ret  | 72   | 72  | DNS |      |      | 515  | 22     |
| 14   | Olivier Burri         |     |      |      |      |      |      |      |     |     |      |      | 228  | 28     |
| 15   | Jaromír Tarabus       | 9   |      |      |      |      |      |      | 38  |     |      |      |      | 25     |
| 16   | Michał Sołowow        | Ret |      |      |      |      | 64   |      |     | 65  |      |      |      | 25     |
| 17   | Luis Monzón           |     |      | 39   |      |      |      |      |     |     |      |      |      | 24     |
| 18   | Ricardo Moura         |     |      |      | 39   |      |      |      |     |     |      |      |      | 24     |
| 19   | Stéphane Sarrazin     |     |      |      |      | 39   |      |      |     |     |      |      |      | 24     |
| 20   | Hermann Gassner Jr.   |     |      |      |      |      |      |      |     |     | 39   |      |      | 24     |
| 21   | Toshihiro Arai        |     |      |      |      |      |      | 38   |     | 13  |      | 19   |      | 23     |
| 22   | Raimund Baumschlager  | 38  |      |      |      |      |      |      |     |     |      |      |      | 23     |
| 23   | Alessandro Perico     |     |      |      |      |      |      |      |     |     |      | 323  |      | 23     |
| 24   | Pieter Tsjoen         |     |      |      |      |      | DNS  |      |     |     | 410  |      |      | 22     |
| 25   | Jan Černý             | Ret | 48   |      | Ret  |      |      |      | 12  |     |      |      |      | 20     |
| 26   | Bruno Magalhães       |     |      |      | 48   |      |      |      |     |     |      |      |      | 20     |
| 27   | Sepp Wiegand          |     |      |      |      |      |      |      | 46  |     |      |      |      | 18     |
| 28   | Michał Kościuszko     |     |      |      |      |      |      |      |     | 46  |      |      |      | 18     |
| 29   | Robert Kubica         |     |      | Ret7 | 62   | Ret  |      |      |     | Ret |      |      |      | 17     |
| 30   | Marco Tempestini      |     | 20   |      | 10   | 16   | 32   | 43   | 27  |     | 15   |      |      | 16     |
| 31   | Germain Bonnefis      |     |      | 53   |      | 9    | 12   |      | 111 |     | Ret  | DNS  |      | 16     |
| 32   | Beppo Harrach         | 56  |      |      |      |      |      |      |     |     |      |      |      | 16     |
| 33   | Andy Lefevere         |     |      |      |      |      | 43   |      |     |     |      |      |      | 15     |
| 34   | David Botka           |     |      |      |      |      |      | 5    |     |     |      |      |      | 15     |
| 35   | Roman Kresta          |     |      |      |      |      |      |      | 5   |     |      |      |      | 15     |
| 36   | Krzysztof Hołowczyc   |     |      |      |      |      |      |      |     | 5   |      |      |      | 15     |
| 37   | Henk Lategan          |     |      |      |      |      |      |      |     |     | 5    |      |      | 15     |
| 38   | Paolo Andreucci       |     |      |      |      |      |      |      |     |     |      | 615  |      | 15     |
| 39   | Stefano Albertini     |     |      |      |      |      |      |      |     |     |      | 514  |      | 14     |
| 40   | Andras Hadik          |     |      |      |      |      | 8    |      | Ret |     | 62   |      |      | 14     |
| 41   | Valentin Porcişteanu  |     |      |      |      |      |      | 6    |     |     |      |      |      | 14     |
| 42   | Hermen Kobus          |     |      |      |      |      | 53   |      |     |     |      |      |      | 13     |
| 43   | János Puskádi         |     | 22   | 73   | 11   |      |      | 8    |     |     | 14   | 18   |      | 13     |
| 44   | Pavel Valoušek        | 101 |      |      |      |      |      |      | 87  |     |      |      |      | 13     |
| 45   | Vasiliy Gryazin       |     | 133  |      |      | 15   |      |      |     | 93  |      | 10   | Ret4 | 13     |
| 46   | Raimonds Kisiels      |     | 52   |      |      |      |      |      |     |     |      |      |      | 12     |
| 47   | Julien Maurin         |     |      |      |      | 64   |      |      |     |     |      |      |      | 12     |
| 48   | Nicolas Althaus       |     |      |      |      |      |      |      |     |     |      |      | 612  | 12     |
| 49   | Vytautas Švedas       |     | 63   |      |      |      |      |      |     | Ret |      |      |      | 11     |
| 50   | Miroslav Jakes        |     |      |      |      |      |      |      | 63  |     |      |      |      | 11     |
| 51   | Gorka Antxustegi      |     |      | 61   |      |      |      |      |     |     |      |      |      | 9      |
| 52   | Antonin Tlusták       | Ret | 17   | 10   | 9    | 11   | 9    | 9    | 9   | DNS | Ret  |      | Ret  | 9      |
| 53   | Aleks Humar           |     |      |      |      |      |      |      |     |     | 72   |      |      | 8      |
| 54   | Florian Gonon         |     |      |      |      |      |      |      |     |     | 78   |      |      | 8      |
| 55   | Jean-Mathieu Leandri  |     |      | 8    | Ret  | 8    | Ret  |      |     | Ret |      | Ret  |      | 8      |
| 56   | Melissa Debackere     |     |      |      |      |      | 71   |      |     |     |      |      |      | 7      |
| 57   | Aivis Egle            |     | 7    |      |      |      |      |      |     |     |      |      |      | 6      |
| 58   | Alessandro Bruschetta |     |      |      | 7    |      |      |      |     |     |      |      |      | 6      |
| 59   | Federico Gasperetti   |     |      |      |      |      |      |      |     |     |      | 7    |      | 6      |
| 60   | Zbigniew Staniszewski |     |      |      |      |      |      |      |     | 81  |      |      |      | 5      |
| 61   | Edwin Keleti          |     |      |      | Ret  |      |      | Ret5 |     |     |      |      |      | 5      |
| 62   | Hayden Paddon         |     |      |      |      |      | Ret5 |      |     |     |      |      |      | 5      |
| 63   | Alexey Lukyanuk       |     | Ret5 |      |      |      |      |      |     |     |      |      |      | 5      |
| 64   | Umberto Scandola      |     |      |      |      |      |      |      |     |     |      | Ret5 |      | 5      |
| 65   | Raul Jeets            |     | 8    |      |      |      |      |      |     |     |      |      |      | 4      |
| 66   | Luis Rego             |     |      |      | 8    |      |      |      |     |     |      |      |      | 4      |
| 67   | Daniel Saskin         |     |      |      |      |      |      |      |     |     | 8    |      |      | 4      |
| 68   | Alex Vittalini        |     |      |      |      |      |      |      |     |     |      | 8    |      | 4      |
| 69   | Pascal Perroud        |     |      |      |      |      |      |      |     |     |      |      | 8    | 4      |
| 70   | Dan Gârtofan          |     |      |      |      |      |      | Ret4 |     |     |      |      |      | 4      |
| 71   | Bernardo Sousa        |     |      |      | Ret3 |      |      |      |     |     |      |      |      | 3      |
| 72   | Juraj Sebalj          |     |      |      |      |      |      |      |     |     | Ret3 |      |      | 3      |
| 73   | Robert Consani        |     |      | 9    |      | Ret  | Ret  |      | Ret |     | 12   | Ret  | Ret  | 2      |
| 74   | Jani Trcek            |     |      |      |      |      |      |      |     |     | 9    |      |      | 2      |
| 75   | Michele Tassone       |     |      |      |      |      |      |      |     |     |      | 9    |      | 2      |
| 76   | Michele Sylvain       |     |      |      |      |      |      |      |     |     |      |      | 9    | 2      |
| 77   | Jean Michel Raoux     | Ret |      |      | Ret1 | 10   |      | Ret  |     |     | DNS  |      |      | 2      |
| 78   | Davy Vanneste         |     |      |      |      |      | Ret2 |      |     |     |      |      |      | 2      |
| 79   | Zoltán Bessenyey      |     |      |      |      |      |      |      |     |     | 10   |      |      | 1      |
| 80   | Sebastian Barbu       |     |      |      |      |      |      | 10   |     |     | Ret  |      | 25   | 1      |
| 81   | Vitaliy Pushkar       |     | 10   |      |      |      |      | Ret  |     |     |      |      |      | 1      |
| 82   | David Croes           |     |      |      |      |      | 10   |      |     |     |      |      |      | 1      |
| 83   | Robert Koristka       |     |      |      |      |      |      |      | 10  |     | Ret  |      |      | 1      |
| 84   | Maciej Oleksowicz     |     |      |      |      |      |      |      |     | 10  |      |      |      | 1      |
| 85   | Romain Salinas        |     |      |      |      |      |      |      |     |     |      |      | 10   | 1      |
| 86   | Mark Wallenwein       |     |      |      | 131  |      |      |      |     |     |      |      |      | 1      |
| 87   | Andrea Nucita         |     |      |      |      |      |      |      |     |     |      | 151  |      | 1      |
| 88   | Jean-Marc Manzagol    |     |      |      |      | Ret1 |      |      |     |     |      |      |      | 1      |
| 89   | Siim Plangi           |     | Ret1 |      |      |      |      |      |     |     |      |      |      | 1      |

| Color     | Resultado                                              |
| Oro       | Ganador                                                |
| Plata     | 2ª plaza                                               |
| Bronce    | 3ª plaza                                               |
| Verde     | Finalizó (diez primeros)                               |
| Azul      | Finalizó                                               |
| Violeta   | No terminó (Ret)                                       |
| Negro     | Descalificado (DES)                                    |
| Blanco    | No empezó (DNS)                                        |
| Blanco    | Excluido (EX)                                          |
| Blanco    | Lesionado (LES)                                        |
| Sin color | No participó                                           |
| x1        | Puntos extra                                           |
| (x)       | Entre paréntesis, puntos no computables para el total. |

### Campeonato de equipos
| Pos. | Equipo                    | Puntos |
| ---- | ------------------------- | ------ |
| 1    | GPD Mit Metal Racing Team | 247    |

### Campeonato de pilotos 2WD
| Pos. | Piloto            | Puntos |
| ---- | ----------------- | ------ |
| 1    | Zoltán Bessenyey  | 150    |
| 2    | Kornél Lukács     | 77     |
| 3    | Elwis Chentre     | 67     |
| 4    | Hannes Danzinger  | 66     |
| 5    | Stéphane Lefebvre | 65     |

### Copa de producción
| Pos. | Piloto           | Puntos |
| ---- | ---------------- | ------ |
| 1    | Andreas Aigner   | 175    |
| 2    | Jaroslav Orsák   | 117    |
| 3    | Germain Bonnefis | 95     |
| 4    | Toshi Arai       | 91     |
| 5    | Andras Hadik     | 54     |

### Trofeo damas
| Pos. | Piloto              | Puntos |
| ---- | ------------------- | ------ |
| 1    | Molly Taylor        | 12     |
| 2    | Ekaterina Stratieva | 10     |
| 3    | Melissa Debackere   | 95     |
| 3    | Asja Zupanc         | 91     |
| 5    | Martina Danhelova   | 1      |